# Villariès
Villariès é uma comuna francesa na região administrativa da Occitânia, no departamento do Alto Garona. Estende-se por uma área de 7.33 km², com 796 habitantes, segundo o censo de 2018, com uma densidade de 110 hab/km².